# Œuf-en-Ternois
Œuf-en-Ternois là một xã trong tỉnh Pas-de-Calais, vùng Hauts-de-France, Pháp.
Œuf-en-Ternois có cự ly 29 dặm (47 km) phía tây Arras, tại giao lộ của các tuyến đường D99 và D105.

## Dân số
| 1962                                                              | 1968 | 1975 | 1982 | 1990 | 1999 | 2006 |
| ----------------------------------------------------------------- | ---- | ---- | ---- | ---- | ---- | ---- |
| 283                                                               | 250  | 247  | 227  | 254  | 226  | 256  |
| Số liệu điều tra dân số tính từ năm 1962, dân số chỉ tính một lần |      |      |      |      |      |      |

## Địa điểm nổi bật
- Nhà thờ St.Martin, thế kỷ 20.